# Congresso Eucarístico Internacional
O Congresso Eucarístico Internacional é um encontro de pessoas da Igreja Católica de diversos países do mundo, para adorar a pessoa de Jesus Cristo na Eucaristia, isto é, a sua presença real e substancial na hóstia consagrada durante a celebração da missa.

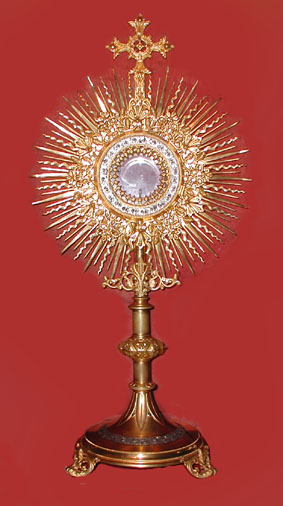
Ostensório.

## Histórico
Os Congressos Eucarísticos nasceram na segunda metade do século XIX na França. Foi a senhora Emilie Tamisier (1834 – 1910), inspirada pelo fundador da Obra da Adoração Perpétua e da Congregação do Santíssimo Sacramento, São Pedro Julião Eymard (1811 – 1868), chamado o Apóstolo da Eucaristia, que tomou a iniciativa de organizar, com a ajuda de outros leigos, sacerdotes e bispos e com a bênção do papa Leão XIII, o primeiro Congresso Eucarístico Internacional em Lille, com o tema: A Eucaristia salva o mundo. Apostava-se em uma renovada fé em Cristo presente na Eucaristia como remédio contra a ignorância e a indiferença religiosa.
Os primeiros Congressos foram inspirados pela viva fé na presença real da pessoa de Jesus Cristo no sacramento da Eucaristia. Portanto, o culto eucarístico manifestava-se de modo particular pela adoração solene e pelas grandiosas procissões que evidenciavam o triunfo da Eucaristia.
A partir dos decretos de São Pio X sobre a comunhão frequente Sacra Tridentina Synodus, de 1905 e sobre a comunhão das crianças Quam Singularis, de 1910, na preparação e na celebração dos Congressos promoviam-se a comunhão freqüente dos adultos e a primeira Comunhão das crianças.
Com o pontificado de Pio XI os Congressos Eucarísticos se tornaram internacionais, pois começaram a ser celebrados rotativamente em todos os Continentes, adquirindo uma dimensão missionária e de re-evangelização (expressão já usada para a preparação do Congresso de Manila de 1937).

Memorlibro de la Tria Esperantista Eŭkaristia Mondkonveno (Rio-de-Ĵanejro, 1955)

A partir do 37° Congresso celebrado em Munique em 1960, os Congressos Eucarísticos Internacionais foram chamados  statio orbis  (proposto pelo liturgista, o jesuíta Josef Jungmann), com a celebração da Eucaristia como centro e ápice de todas as várias manifestações e formas de devoção eucarística.
A seguir, o Concílio Vaticano II, com a Constitução Sacrosanctum Concilium de 1963, a Instrução Eucharisticum Mysterium de 1967 e particularmente o Ritual Romano De sacra comunione e de cultu mysterii eucaristici extra Missam de 1973, apresenta a nova imagem e indica os critérios para a preparação e a celebração dos Congressos Eucarísticos, que, a partir daquele momento, se abriram aos problemas do mundo contemporâneo, ao ecumenismo e também, na fase de preparação, ao diálogo inter-religioso.

## Cidades-Sede
Os locais de cada Congresso Eucarístico Internacional são escolhidos pelo próprio Papa.
|     | ANO  | SEDE            |
| --- | ---- | --------------- |
| 1º  | 1881 | Lille           |
| 2º  | 1882 | Avinhão         |
| 3º  | 1883 | Liége           |
| 4º  | 1885 | Friburgo        |
| 5º  | 1885 | Toulouse        |
| 6º  | 1888 | Paris           |
| 7º  | 1890 | Antuérpia       |
| 8º  | 1893 | Jerusalém       |
| 9º  | 1894 | Reims           |
| 10º | 1897 | Paray-le-Monial |
| 11º | 1898 | Bruxelas        |
| 12º | 1899 | Lourdes         |
| 13º | 1901 | Angers          |
| 14º | 1902 | Namur           |
| 15º | 1904 | Angoulême       |
| 16º | 1905 | Roma            |
| 17º | 1906 | Tournai         |
| 18º | 1907 | Metz            |
| 19º | 1908 | Londres         |
| 20º | 1909 | Colônia         |
| 21º | 1910 | Montreal        |
| 22º | 1911 | Madri           |
| 23º | 1912 | Viena           |
| 24º | 1913 | Valletta        |
| 25º | 1914 | Lourdes         |
| 26º | 1922 | Roma            |
| 27º | 1924 | Amsterdã        |
| 28º | 1926 | Chicago         |
| 29º | 1928 | Sydney          |
| 30º | 1930 | Cartago         |
| 31º | 1932 | Dublin          |
| 32º | 1934 | Buenos Aires    |
| 33º | 1937 | Manila          |
| 34º | 1938 | Budapeste       |
| 35º | 1952 | Barcelona       |
| 36º | 1955 | Rio de Janeiro  |
| 37º | 1960 | Munique         |
| 38º | 1964 | Bombaim         |
| 39º | 1968 | Bogotá          |
| 40º | 1973 | Melbourne       |
| 41º | 1976 | Filadélfia      |
| 42º | 1981 | Lourdes         |
| 43º | 1985 | Nairobi         |
| 44º | 1989 | Seul            |
| 45º | 1993 | Sevilha         |
| 46º | 1997 | Wroclaw         |
| 47º | 2000 | Roma            |
| 48º | 2004 | Guadalajara     |
| 49º | 2008 | Quebec          |
| 50º | 2012 | Dublin          |
| 51º | 2016 | Cebu            |
| 52º | 2021 | Budapeste       |
| 53º | 2024 | Quito           |
| 54º | 2028 | Sydney          |